# Guillermo Rivas «el Borras»
Guillermo Rivas Rowlatt (Ciudad de México, 25 de diciembre de 1926 - Ibidem, 19 de marzo de 2004), apodado como «El Borras», fue un actor de cine y televisión mexicano.
Murió el 19 de marzo de 2004 en la Ciudad de México a causa de un fallo orgánico masivo producto de hepatitis y neumonía.

## Legado
En México existen términos populares como aventarse como el Borras o lanzarse como el Borras o hacer las cosas como El Borras; estas provienen del personaje realizado por Guillermo Rivas en Los Beverly de Peralvillo donde interpretaba a un taxista muy imprudente que no medía las consecuencias de sus actos.

## Comedia
- Los Beverly de Peralvillo (1968-1971)
- El Show de los cotorros (1971-1973)
- Ensalada de Locos (1970-1973)
- El Show de el "Loco" Valdez (1970-1974)
- Bartolo (1978-1979)
- Mis huéspedes (1982)
- Las Chambas de Paquita (1984)
- Cosas de Casados (1984-1986)
- Hospital De La Risa (1986-1988)

## Telenovelas
- Teresa (1959)
- Muñeca (1973)
- Madres egoístas (1991)
- Clarisa (1993)
- El vuelo del águila (1994) José Lázaro de la Garza y Ballesteros
- Bajo un mismo rostro (1995)
- Marisol (1996)
- Bendita mentira (1996)
- María Isabel (1997)
- La mentira (1998)
- Alma rebelde (1999) .... Mala pulgas
- Cuento de Navidad (1999) .... Vecino
- Carita de ángel (2000)
- ¡Vivan los niños! (2002)

## Películas
- Los hijos del divorcio (1958)
- Gutierritos (1958)
- Los Hermanos Diablo (1959)
- El renegado blanco (1960)
- El extra (1962)
- Si yo fuera millonario (1962)
- El amor llegó a Jalisco (1963)
- Entrega inmediata (1963)
- Agarrando parejo (1964)
- La maldición del oro (1965)
- El asalto (1965)
- El hijo de Gabino Barrera (1965)
- Juan Pistolas (1966)
- Serenata en noche de luna (1967)
- El camino de los espantos (1967)
- Patrulla de valientes (1968)
- La endemoniada (1968)
- Veinticuatro horas de vida (1969)
- El ojo de vidrio (1969)
- Las fieras (película) (1969)
- El crepúsculo de un dios (1969)
- Los novios (1971)
- Los Beverly de Peralvillo (1971) -película-
- La criada bien criada (1972) -película-
- Qué familia tan cotorra (1973)
- La loca de los milagros (1975)
- El mexicano (1977)
- Las golfas del talón (1979)
- Los albureros (1988)
- El vergonzoso (1988)
- Comezon a la mexicana (1989)
- El mil abusos (1990)
- Dónde quedó la bolita (1993)
- ¡Ay! Rateros no se rajen (1996)

## Comerciales
- Chirriones de Barcel (1988)